# Ptychomitrium angusticarpum
Ptychomitrium angusticarpum là một loài rêu trong họ Ptychomitriaceae. Nó được Schiavone và Biasuso xác định chính thức và khoa học vào năm 1997.